# Chiesa di Santa Maria del Suffragio (Ravenna)
La chiesa di Santa Maria del Suffragio è un luogo di culto cattolico della città di Ravenna, prospiciente la centralissima Piazza del Popolo.

## Storia
I lavori di costruzione della chiesa iniziarono nel 1701 per volere della Confraternita della Beata Vergine dei Suffragi e terminarono nel 1728.
L'edificio, in stile barocco ha pianta centrale ottagonale. La cupola, poggiante su un tamburo ottagonale, è coronata da una lanterna. La costruzione venne affidata all'architetto Francesco Fontana, figlio del più famoso Carlo.

## Descrizione

### Esterno
La chiesa di Santa Maria del Suffragio sorge in via Serafino Ferruzzi, all'angolo con via Armando Diaz, all'estremità orientale della Piazza del Popolo. La facciata, in pietra d'Istria, è a due ordini e richiama, nella sintassi compositiva, quella realizzata da Carlo Fontana a Roma per la chiesa di San Marcello al Corso. Nell'ordine inferiore si aprono tre portali intervallati da paraste. Due volute, ai lati delle quali sono due statue raffiguranti la Giustizia e la Pace, fanno da raccordo tra l'ordine inferiore e il superiore. Quest'ultimo, più stretto, e concluso in alto da un timpano triangolare, presenta al centro un medaglione ovale entro cui è raffigurata a bassorilievo la Liberazione delle anime dal Purgatorio, opera - così come le statue - degli scultori carraresi ma di formazione veneziana Giovanni e Celio Toschini.
Alle spalle della cupola si trova un piccolo campanile quadrangolare con tre campane, ben visibile da piazza Luigi Einaudi.

### Interno
L'interno della chiesa è di forma ottagonale, con una cappella per ciascun lato. Appena entrati, entro nicchie, sono due delle otto statue in stucco che ornano l'interno della chiesa, raffiguranti rispettivamente la Fede (a sinistra) e la Carità (a destra), opera di Antonio Martinetti.
La seconda cappella a destra è dedicata a San Vitale, raffigurato nella scultura che è posta sopra l'altare, opera di Giovanni Toschini. Nelle nicchie laterali all'interno della cappella sono le statue in stucco di San Filippo Neri (a sinistra) e San Vitale (a destra).
La terza cappella a destra è dedicata al Crocifisso ed è ornata da scene e strumenti della Passione realizzati in stucco da Antonio Martinetti.

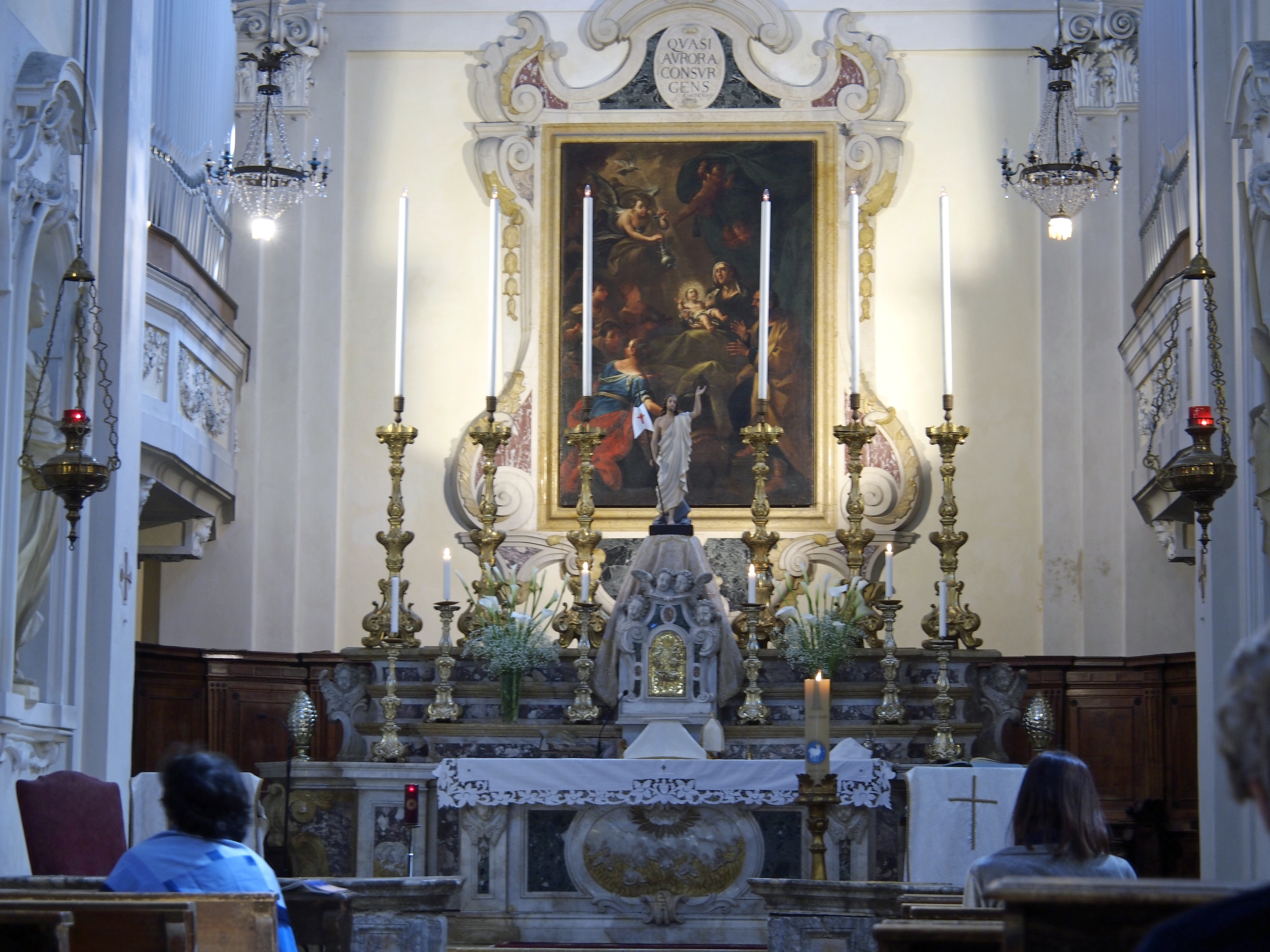
L'altar maggiore

La cappella opposta all'ingresso ospita l'altar maggiore. Nella parete fondale, entro una ricca cornice di marmi policromi, al sommo della quale è un medaglione con la scritta "Quasi aurora consurgens", è il quadro della Natività di Maria, opera di Andrea Barbiani. Sotto di esso sono gli stalli del coro ligneo proveniente dalla chiesa di San Giovanni Evangelista. Le figure di quattro profeti (Davide, Salomone, Daniele e Isaia) ornano i pennacchi della cupoletta, al centro della quale è un medaglione con le anime del Purgatorio. Ai lati, due cantorie ospitano le canne dell'organo, fiancheggiate da due nicchie entro cui sono le statue in stucco della Giustizia (a sinistra) e della Pace (a destra).
La seconda cappella a sinistra dell'ingresso ospita il gruppo marmoreo della Pietà, già in San Vitale, opera di Giovanni Toschini. Le statue in stucco di San Gregorio Magno (a destra) e Sant'Apollinare (a sinistra) occupano le nicchie laterali della cappella.

### Organo a canne
Sulle due cantorie sulle pareti laterali dell'abside, si trova l'organo a canne Mascioni opus 887, costruito nel 1967.
Lo strumento è a trasmissione elettrica ed ha la consolle, avente due tastiere di 61 note ciascuna e pedaliera concavo-radiale di 32 note, situata nell'abside a pavimento, dietro l'altare maggiore.

## Galleria d'immagini

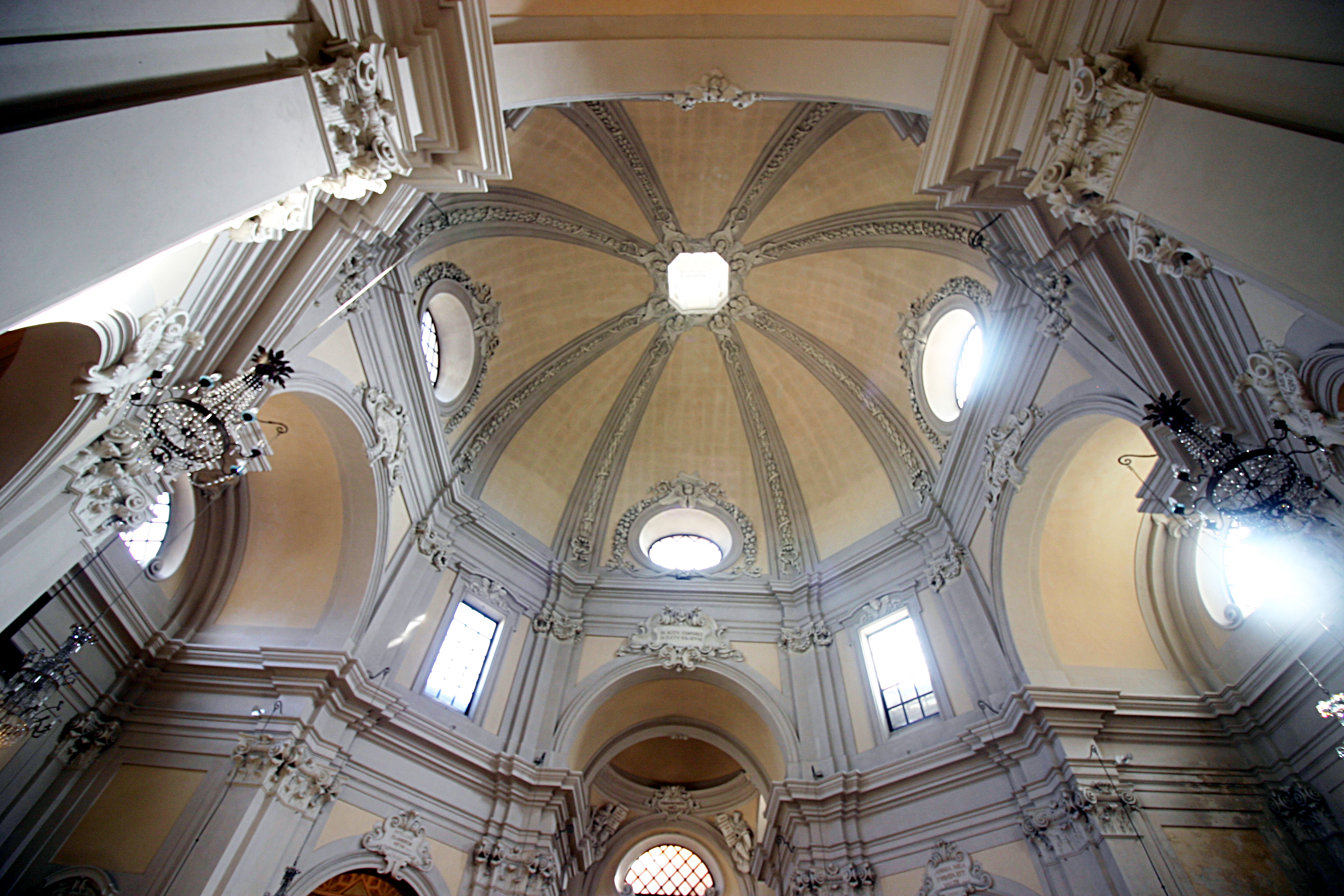
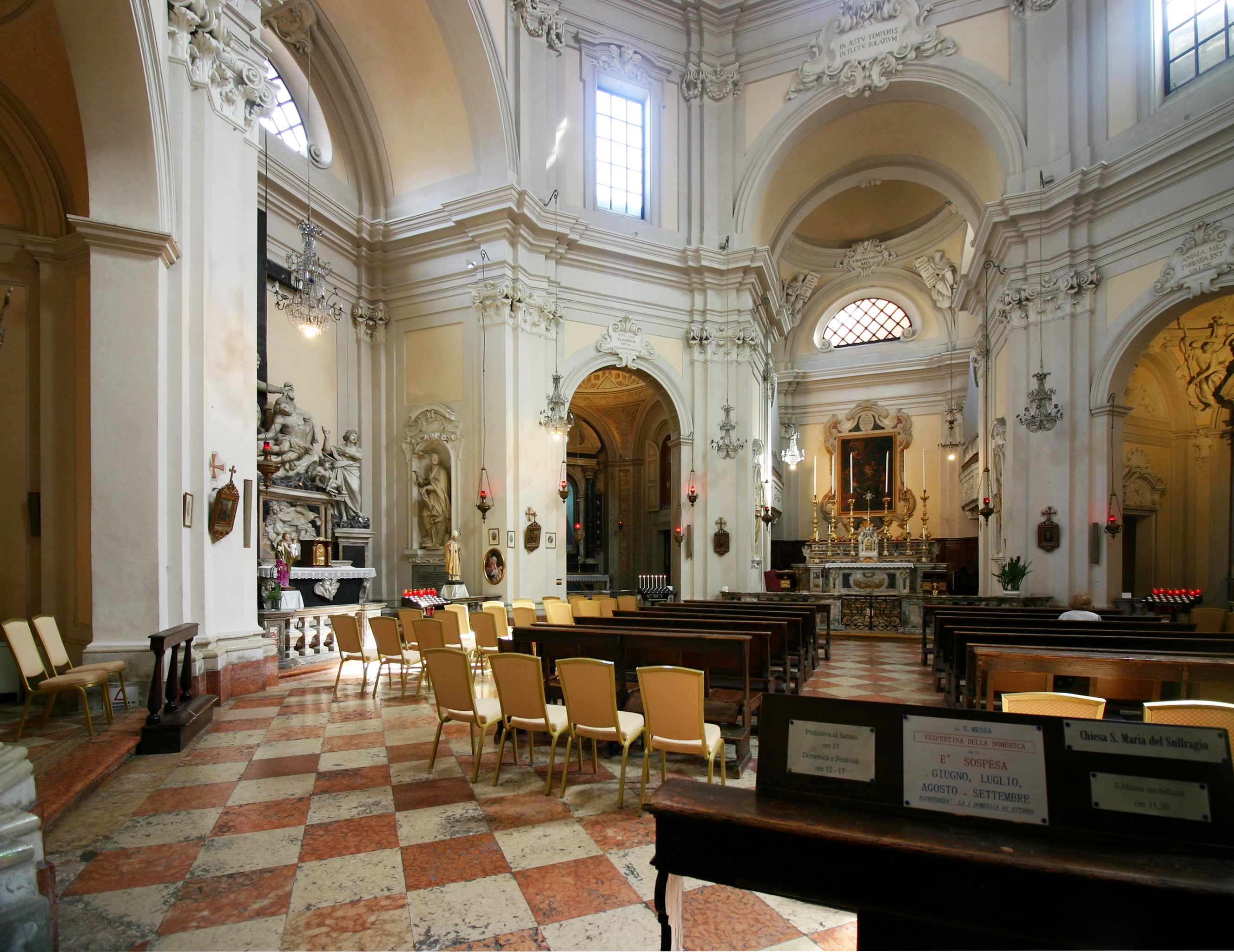
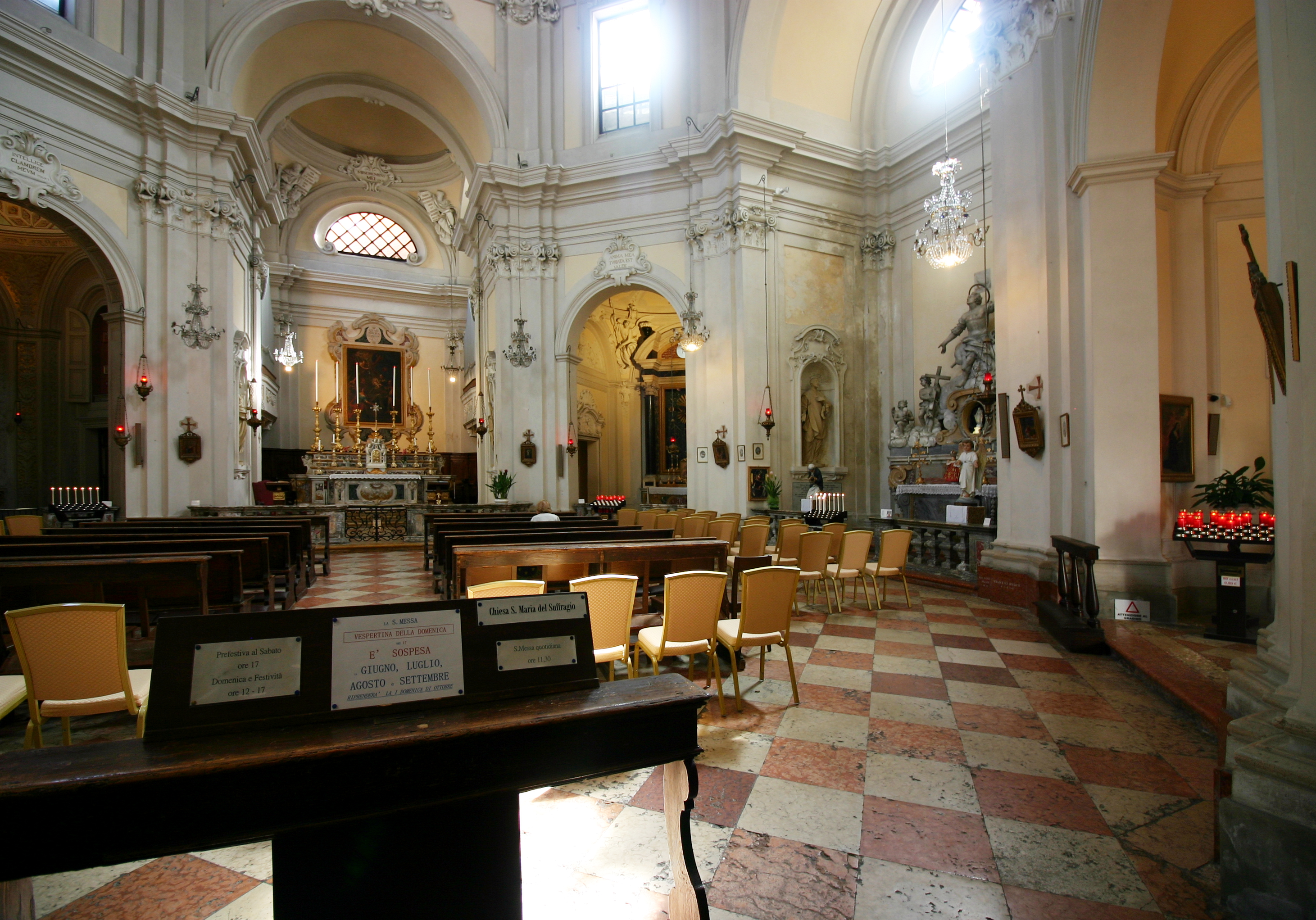
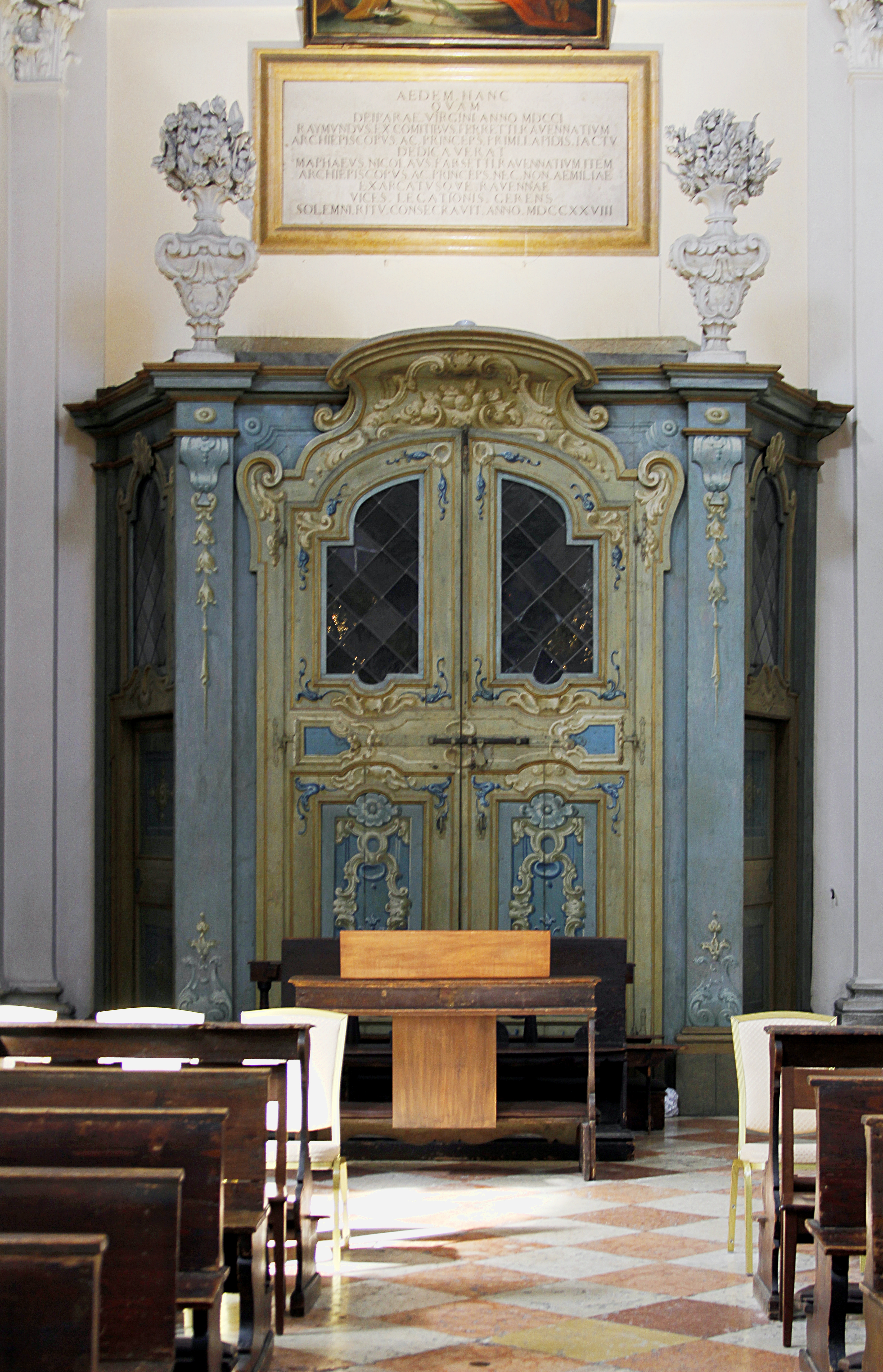
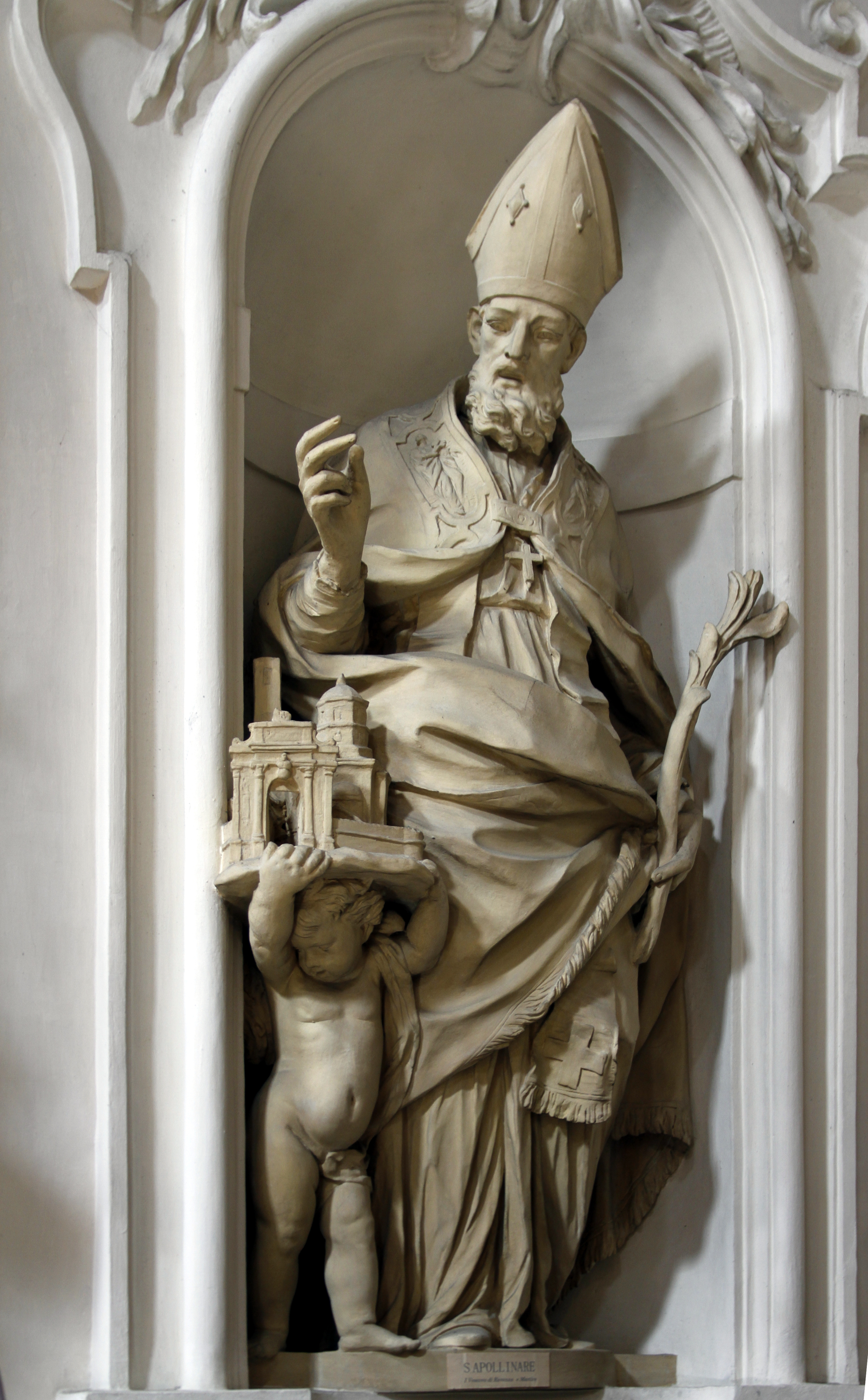